# Lorena Martín
Lorena Martín (* 22. Oktober 1996 in Salamanca) ist eine spanische Leichtathletin, die sich auf den Mittelstreckenlauf spezialisiert hat.

## Sportliche Laufbahn
Lorena Martín studierte von 2015 bis an der Northern Illinois University in DeKalb 2018. 2022 qualifizierte sie sich im 800-Meter-Lauf für die Hallenweltmeisterschaften in Belgrad und belegte dort in 2:03,93 min im Finale den achten Platz. Im Jahr darauf schied sie bei den Weltmeisterschaften in Budapest mit 2:01,25 min in der ersten Runde aus und 2024 kam sie bei den Hallenweltmeisterschaften in Glasgow mit 2:02,26 min im Vorlauf aus. Im Juni schied sie dann bei den Europameisterschaften in Rom mit 2:02,21 min ebenfalls in der ersten Runde aus. Anschließend schied sie bei den Olympischen Sommerspielen in Paris mit 2:03,04 min in der Hoffnungsrunde aus.
2022 wurde Martín spanische Hallenmeisterin im 800-Meter-Lauf.

## Persönliche Bestleistungen
- 800 Meter: 2:00,33 min, 21. Juni 2024 in Madrid
  - 800 Meter (Halle): 2:01,34 min, 8. Februar 2022 in Sabadell
- 1500 Meter: 4:22,49 min, 16. Mai 2021 in Castellón de la Plana